# Michelangelo Tonti
Michelangelo Tonti (ur. w 1566 w Rimini, zm. 21 kwietnia 1622 w Rzymie) – włoski kardynał.

## Życiorys
Urodził się w 1566 roku w Rimini. Studiował na Uniwersytecie Bolońskim, gdzie uzyskał doktorat z prawa. Po wyjeździe do Rzymu został kanonikiem bazyliki laterańskiej. 5 listopada 1608 roku został tytularnym arcybiskupem Nazaretu, a jedenaście dni później przyjął sakrę. 24 listopada został kreowany kardynałem prezbiterem i otrzymał kościół tytularny S. Bartholomaei in Insula. Został wówczas archiprezbiterem bazyliki laterańskiej i kardynałem prodatariuszem. 11 marca 1609 roku został arcybiskupem ad personam Ceseny. Wkrótce potem zrezygnował z funkcji kurialnych i objął zarządzanie diecezję. Zmarł 21 kwietnia 1622 roku w Rzymie.